# Anti-Phishing Working Group
Anti-Phishing Working Group (APWG) – międzynarodowe konsorcjum, którego celem jest doradztwo i zbieranie informacji mających na celu umożliwienie zmniejszenie ryzyka oszustw i kradzieży tożsamości spowodowanych phishingiem i powiązanymi z nim incydentami. Zostało założone w 2003 roku przez przedsiębiorstwo z USA zajmujące się bezpieczeństwem Tumbleweed Communications wraz z bankami, instytucjami finansowymi oraz dostawcami usług związanych z handlem elektronicznym.
Część członków APWG nie jest jawna, ale według stanu na 2024 rok jawni członkowie komitetu sterującego to m.in.: Microsoft, RSA Security, Verisign, PayPal, Adobe, ICANN, Docusign, LinkedIn, Corporation Service Company, Fortra. Partnerzy badawczy to m.in. Institution of Electrical Engineers, Cybersecurity and Infrastructure Security Agency, CERT Polska i inne organizacje typu CERT z różnych krajów, w tym z Czech, Azerbejdżanu i Japonii.